# NK Rudar Trbovlje
Le NK Rudar Trbovlje est un club de football slovène basé à Trbovlje.

## Historique
- 1922 : Fondation du club sous le nom du SK Zora Trbovlje
- 1991 : Le club est renommé sous le nom du NK Oria Rudar Trbovlje
- 1994 : Le club est renommé sous le nom du NK Rudar Trbovlje

## Bilan saison par saison
| Saison    | D1  | D2 | Points | Journée | V  | N | D  | B.P. | B.C. | Diff. |
| 1991-1992 | 18e |    | 33 pts | 40      | 12 | 9 | 19 | 47   | 60   | -13   |